# Дом экспедиции Калинкинского мёдо-пивоваренного товарищества
Дом экспеди́ции Кали́нкинского мё́до-пивова́ренного това́рищества — здание, памятник архитектуры, располагающийся в Москве на Русаковской улице, дом № 19, стр. 3, постройки 1885—1891 годов.

## История
— дом экспедиции Калинкинского мёдо-пивоваренного товарищества. Деревянное здание с резьбой на каменном основании, 1885—1891 гг. В нем находилась экспедиция медо-пивоваренного завода купца Калинкина (по другим данным, принадлежал Сокольническому пивоваренному заводу Торгового дома «Ванано, Рихтера и К»).
Дом украшен редкой для Москвы «сергиево-посадской» резьбой, которая покрывает не только наличники окон второго этажа, но и простенки между ними. 
- В 1850-е гг. нынешнее домовладение принадлежало московскому мещанину Василию Николаевичу Голикову. С левой стороны и по задней границе участка располагалась земля купцов Брычевых, с правой стороны — мещан Ермиловых. В 1857 г. Голикову разрешили произвести постройку зданий на незастроенном участке земли торцом к шоссе под № 1 двухэтажный смешанный дом (низ каменный, верх — деревянный), с двух сторон устройство одноэтажных деревянных крылец (основной объём нынешнего строения 3).
- В 1871 г. небольшой участок Голикова Мещанской части 4 квартала № 748, ограниченный с левой стороны проложенной соединительной веткой Саратовской и Николаевской железных дорог, был приобретён московским купеческим сыном Александром Афанасьевичем Брычевым, который содержал здесь, на прудах, красильную фабрику.
- В 1877 г. московский купец А. А. Брычев обращается в Строительное отделение Московской городской управы с просьбой на участке вместо деревянного двухэтажного фабричного здания построить каменный двухэтажный фабричный корпус с металлическими открытыми лестницами, проект которого выполнил архитектор С. А. Гамбурцев.
- К смешанному дому (нынешнее строение 3) ранее была сделана вместо деревянной каменная двухэтажная пристройка (низ нежилой, верх — жилой), с каменной одноэтажной ретирадой и каменной открытой лестницей во двор домовладения. С правой стороны смешанного дома обозначено деревянное двухэтажное крыльцо. Возможно, что автором каменной пристройки к жилому дому А. А. Брычева также был архитектор Сергей Алексеевич Гамбурцев (1838–1901), занимавший должность участкового архитектора 4 квартала Мещанской части.
- В 1877 г. А. А. Брычев просил Строительное отделение Управы утвердить проект, выполненный С. А. Гамбурцевым, двухэтажной каменной пристройки к возведённому фабричному объёму и одноэтажной каменной пристройки к каменной двухэтажной части жилого смешанного дома, выходящего на Сокольническое шоссе.
- В марте 1881 г. Александр Афанасьевич Брычев просил Строительное отделение Управы утвердить проект новой отделки:

«существующего смешанного жилого строения № 1: «верхний (деревянный) этаж стены наружные проконопатить и обшить тёсом, нижний (каменный) оштукатурить по прилагаемому при сем фасаду». Также по сломке деревянного двухэтажного крыльца смешанного дома построить под лит. «С» двухэтажное для лестницы нежилое строение».
 : В примечаниях указано: проектные чертежи выполнил архитектор Алексей Константинович Кузнецов.
- После кончины А. А. Брычева домовладение перешло к его жене Аграфене Яковлевне Некрасовой, во втором браке за статским советником Петром Гавриловичем Некрасовым. Большая часть владения Брычевых получает по разделу 1897 г. купец Алексей Афанасьевич Брычев. Смешанный дом с каменными пристройками получает А. Я. Некрасова, по первому мужу Брычева. По купчей крепости известно, что в 1901 г. владение состояло за статским советником Петром Гавриловичем Некрасовым по раздельному акту.
- В «Оценочной описи» домовладения Некрасовых по Сокольничьему шоссе, 19 за 1901 г. на участке общей площади 551 кв. сажен располагались следующие постройки: 1 — по шоссе двухэтажный дом, 1 этаж каменный, второй, частью каменный и деревянный; 2 — во дворе в связи с домом № 1 каменный 2-этажный корпус с подвалом (ткацкая фабрика Некрасова с конторой); 3 — во дворе деревянная 2-этажная беседка, низ ее под принадлежностями; 4 — в глубине двора каменное одноэтажное строение (баня); 5 — во дворе каменное 2-этажное нежилое строение (каретный сарай, конюшни); 6 — в саду деревянное одноэтажное строение (насосы для фонтана и душа); 7 — в саду деревянное одноэтажное в каменных столбах строение (грунтовый сарай и кладовая), в саду беседка.
- В смешанном здании (нынешнее строение 3) на первом каменном этаже располагалась квартира домовладельцев и кладовая, на втором деревянном этаже квартира домовладельца и в каменной части — кладовая.
- В апреле 1911 г. владение по Сокольническому шоссе в смежности с владениями Московско-Казанской железной дороги и участками Евдокимова (дом 21) и Брычева Столкинд (дом 23) после кончины статского советника П. П. Некрасова приобретает известная Самарская пивоваренная фирма Торгового дома «Л. А. Вакано, Рихтер и К». Альфред фон Вакано австрийский гражданин (с 1899 г. российский подданный) прибыл с семьёй в Россию в 1880-е гг. основал Жигулёвский пивоваренный завод в Самаре. Лотар Альфредович Вакано и его компаньон Иван Андреевич Рихтер продолжили пивоваренное дело А. Вакано в Москве с учреждением Торгового дома с пивоваренным заводом, после 1914 г. Сокольнического пивоваренного завода.
- В 1911 г. в глубине приобретённого у наследников Некрасова участка новые владельцы предполагали построить каменное трёхэтажное фабричное здание в частях пяти-шестиэтажное, а также отдельное одноэтажное каменное здание для котельной. Судя по сохранившимся планам 1912–1913 гг. эти здания были построены. В каменном трёхэтажном строении располагалось основное здание пивоваренного завода (склад, разлив и бродильня), в четырёхэтажной части помещался резервуар и холодильники, в пятиэтажной — машинное отделение, варочная, драбники.
- В марте 1912 г. Товарищество «Вакано, Рихтер и К» просили Строительное отделение Управы утвердить проект на постройку «металлических в каменных столбах ворот, калитку и забор по Сокольническому шоссе и по левой меже по линии аб.». На плане участка со стороны Сокольнического шоссе обозначалась ограда с воротами и калиткой по Сокольническому шоссе. Проект выполнил гражданский инженер Лев Александрович Вакано, работавший помощником архитектора Р. И. Клейна.
- В 1912 г. по «Оценочной описи» Московской городской управы во владении Торгового дома по Сокольническому шоссе, 19 числился двухэтажный дом, первый этаж каменный, второй — частью каменный и деревянный. В нём во всех помещениях каменной и деревянной частей располагалась квартира совладельца пивоваренного завода австрийского подданного И. А. Рихтера. В каменном двухэтажном корпусе, соединённым с жилым смешанным домом, располагалась контора пивоваренного завода.
- После начала Первой Мировой войны в 1914 г. на Вакано и Рихтера, как выходцев из Австро-Венгрии последовали репрессии. Основатель пивоваренного дела Альфред Вакано, как подозреваемый в шпионской деятельности, был выслан из Самары. В справочниках «Вся Москва» за 1914–1916 гг. домовладение по Сокольническому шоссе, 19 продолжало числиться за Л. А. Вакано и И. А. Рихтером, но пивоваренный завод получил название Сокольнического пивоваренного завода.
- В 1917 г. домовладение числилось за Всероссийским земским союзом помощи больным и раненым воинам под покровительством Великой Княгини Елизаветы Фёдоровны.
- В советские годы здание служило складом. Реставрация не проводилась.

В настоящее время Русаковская улица расширена; палисадник, отделявший дом от улицы, уничтожен; красная линия улицы проходит вдоль главного фасада здания.
На 2024 год здание не эксплуатируется и ветшает, хотя и принадлежит ОАО «Мосхимфармпрепараты им. Семашко». При подготовке проекта реконструкции железнодорожного моста через Русаковскую улицу было проведено обследование здания, выявившее аварийное состояние основных несущих конструкций и обширное грибковое поражение.